# Aphis rubicolens
Aphis rubicolens är en insektsart. Aphis rubicolens ingår i släktet Aphis och familjen långrörsbladlöss. Inga underarter finns listade i Catalogue of Life.